# Gihomba
Gihomba är ett periodiskt vattendrag i Burundi.   Det ligger i provinsen Cibitoke, i den nordvästra delen av landet, 40 kilometer norr om huvudstaden Bujumbura.
Omgivningarna runt Gihomba är en mosaik av jordbruksmark och naturlig växtlighet. Runt Gihomba är det tätbefolkat, med 319 invånare per kvadratkilometer.